# Háj (district de Turčianske Teplice)
Pour les articles homonymes, voir Háj.
Háj (allemand : Häu, hongrois : Turócliget) est un village de Slovaquie situé dans la région de Žilina.

## Histoire
La première mention écrite du village date de 1264.

## Démographie

### Évolution de la population
| Année:               | 1994. | 2004.   | 2014.   | 2024.   |
| -------------------- | ----- | ------- | ------- | ------- |
| Nombre de personnes: | 446   | 478     | 457     | 469     |
| Différence:          |       | +7,17 % | -4,39 % | +2,62 % |

| Année:               | 2023. | 2024.   |
| -------------------- | ----- | ------- |
| Nombre de personnes: | 464   | 469     |
| Différence:          |       | +1,07 % |